# Drepanosticta vietnamica
Drepanosticta vietnamica là loài chuồn chuồn trong họ Platystictidae. Loài này được Asahina miêu tả khoa học đầu tiên năm 1997.